# Cud nad Wisłą (film)
Cud nad Wisłą – polski niemy film fabularny w reżyserii Ryszarda Bolesławskiego z 1921 roku.

## O filmie
Film zrealizowany został na zamówienie ówczesnego Wydziału Propagandy Ministerstwa Spraw Wojskowych. Treścią filmu są dzieje wojny polsko-bolszewickiej roku 1920, zakończonej bitwą warszawską, która przeszła do historii jako „Cud nad Wisłą”. Film ten do naszych czasów zachował się jedynie we fragmentach (z trwającego ponad 2 godziny filmu ocalały jedynie 53 minuty).
W głównej roli kobiecej wystąpiła Jadwiga Smosarska, największa gwiazda polskiego kina w okresie dwudziestolecia międzywojennego.

## Obsada
- Jadwiga Smosarska (Krysta, córka zamożnego gospodarza Macieja Wierunia)
- Anna Belina (Ewa, córka dozorcy szpitalnego Piotra)
- Władysław Grabowski (doktor Jan Powada)
- Edmund Gasiński (Maciej Wierun, gospodarz z Kresów)
- Leonard Bończa-Stępiński (Piotr, dozorca szpitala dziecięcego)
- Stefan Jaracz (Jan Rudy, agitator bolszewicki)
- Zygmunt Chmielewski
- Kazimierz Junosza-Stępowski (agent bolszewicki)
- Honorata Leszczyńska (Pani Granowska)
- Jerzy Leszczyński (Jerzy, syn Granowskiego)
- Wincenty Rapacki (ojciec)
- Janusz Strachocki (gajowy)